# 郭鞏 (萬曆進士)
郭鞏（？—？），號金谿，直隶永平府遷安縣人。晚明官員。

## 生平
万历四十年（1612年），郭鞏舉壬子科顺天乡试一百一十六名，萬曆四十一年（1613年），联捷癸丑科進士，初授行人司行人，四十六年十一月与刑科给事中姚若水册封建德王朱常澐。泰昌元年十月考选，授南京兵科给事中，天啓元年三月疏论旧经略熊廷弼丧师误国，假病欺君，并以票拟起用罪辅臣刘一燝以同声附和，罪科臣陈所志，乞俱赐罢斥，上切责，夺巩俸半年，寻以论沮用熊廷弼之罪，降一级调外任。六月降陕西按察司知事添注。二年五月准复原职，九月复除户科给事中。三年二月与福建道御史周宗建相讦，不久给事中刘弘化、御史方大任等亦纷纷疏攻郭巩，巩言弘化等党熊廷弼，谋为脱罪；宗建等亦讦巩交结近侍魏进忠，住其甲第，巩上疏自理，且乞廷辨，上切责巩等，各夺俸三月。六月郭巩被外派册封吉府长沙王朱常淠并继妃徐氏，十月升大理寺左寺丞，四年京察去职。五年二月，大理寺丞徐大化举荐，以原官起用。六年二月升大理寺左少卿，六年闰六月升太常寺卿，八月升兵部右侍郎，十二月升本部添设左侍郎，未任告病。七年八月被令冠带闲住。庄烈帝定魏党逆案，被削籍为民。崇祯三年（1630年）正月，清兵攻拔迁安，郭巩逃入京师，奏乞师，自述拒受清军聘任职，且上所撰《却聘书》作证。兵部尚书梁廷栋弹劾其书称大金非法，命下狱论死。久之，崇祯八年被遣戍广西横州。
郭鞏少年时期喜好扶乩，不必符咒而降神。

## 家族
祖父郭臣。父郭汝藩。